# مارسيلو أليندي
مارسيلو أليندي (بالإسبانية: Marcelo Allende)‏ (7 أبريل 1999 في تشيلي - ) هو لاعب كرة قدم تشيلي في مركز الوسط. شارك مع منتخب تشيلي تحت 17 سنة لكرة القدم. أما مع النوادي، فقد لعب مع نادي نيكاكسا وDeportes Santa Cruz ‏.

## وصلات خارجية
- مارسيلو أليندي على موقع قاعدة بيانات كرة القدم.إي يو (الإنجليزية)
- مارسيلو أليندي على موقع ناشيونال فوتبول تيمز (الإنجليزية)
- مارسيلو أليندي على موقع Soccerway.com (الإنجليزية)